# سعيدي نديكومانا
سعيدي نديكومانا هو لاعب كرة قدم بوروندي في مركز الدفاع، ولد في 24 مايو 1986 في بوجومبورا في بوروندي. شارك مع منتخب بوروندي لكرة القدم.

## وصلات خارجية
- سعيدي نديكومانا على موقع الاتحاد الدولي (مؤرشف)  (الإنجليزية)
- سعيدي نديكومانا على موقع قاعدة بيانات كرة القدم.إي يو (الإنجليزية)